# Mount Tennent, Australien
Mount Tennent är ett berg i Australien. Det ligger i territoriet Australian Capital Territory, i den sydöstra delen av landet, omkring 28 kilometer söder om huvudstaden Canberra. Toppen på Mount Tennent är 1 375 meter över havet, eller 407 meter över den omgivande terrängen. Bredden vid basen är 6,2 km.
Runt Mount Tennent är det mycket glesbefolkat, med 4 invånare per kvadratkilometer.. Närmaste större samhälle är Macarthur, omkring 17 kilometer nordost om Mount Tennent.
Trakten runt Mount Tennent består i huvudsak av gräsmarker. Genomsnittlig årsnederbörd är 1 026 millimeter. Den regnigaste månaden är februari, med i genomsnitt 164 mm nederbörd, och den torraste är juli, med 35 mm nederbörd.